# Marco Tullio Giordana

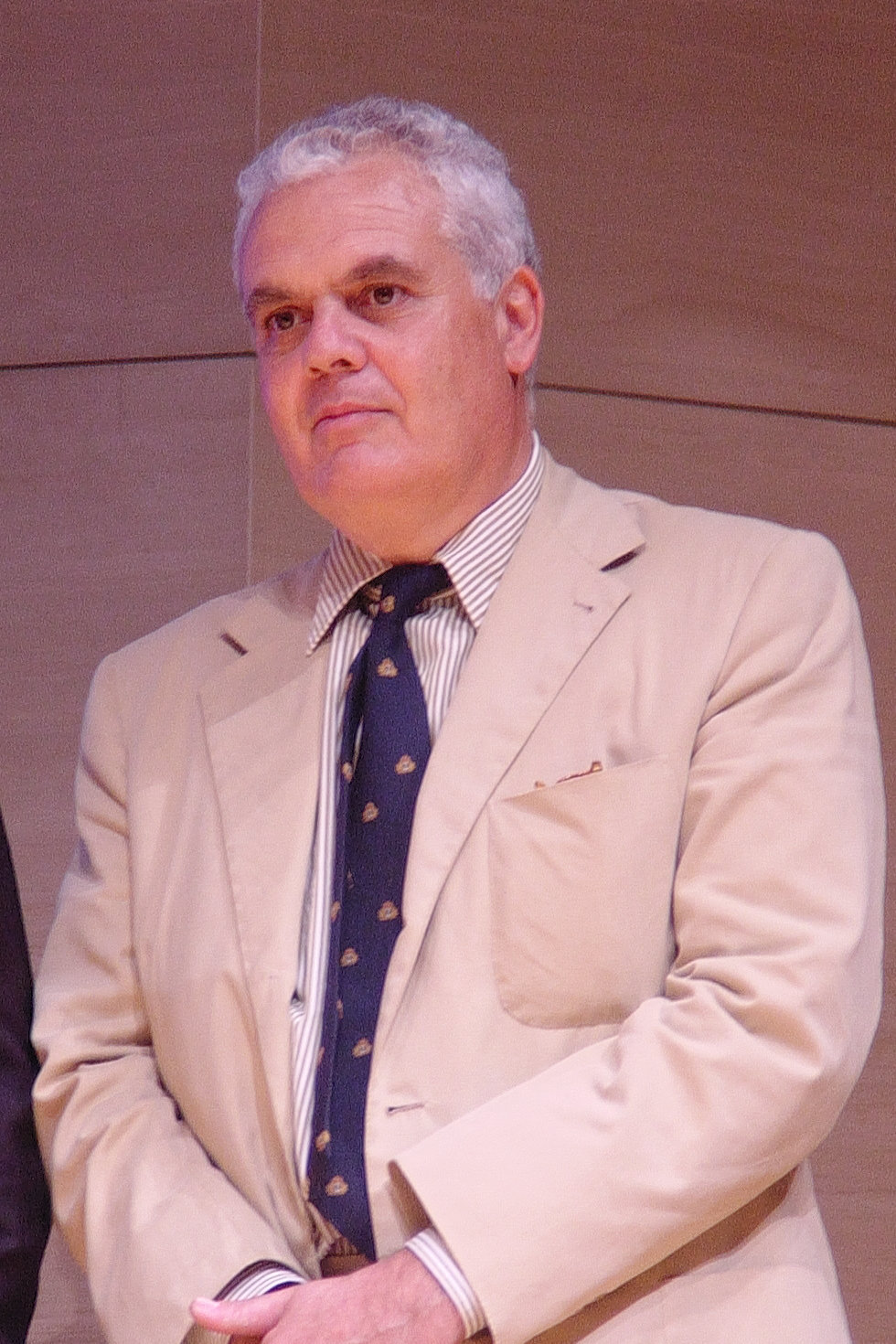
Marco Tullio Giordana

Marco Tullio Giordana (* 1. Oktober 1950 in Mailand) ist ein italienischer Regisseur und Drehbuchautor. Im Mittelpunkt seiner Filme stehen vor allem die Themen Terrorismus, Rebellion und der Kampf für eine bessere Welt.

## Biografie
Nachdem Giordana sein Studium der Philosophie und der Literatur 1971 beendet hatte, machte er im Verlauf der 1970er Jahre  intensive politische Erfahrungen und schrieb sein erstes Drehbuch zum Dokumentarfilm Forza Italia! (1977) von Roberto Faenza. Sein erster Spielfilm Maledetti, vi amerò wurde auf den Internationalen Filmfestspielen von Cannes gezeigt und gewann auf dem Internationalen Filmfestival von Locarno den goldenen Leoparden.
1981 führte er bei La caduta degli angeli ribelli Regie, der auf der Biennale von Venedig uraufgeführt wurde. 1984 bearbeitete er die Geschichte von Carlos Castaneda in zwei Fortsetzungen für das Fernsehen. Drei Jahre später führte bei Appuntamento a Liverpool Regie. Der Film handelt von der Katastrophe von Heysel am 29. Mai 1985.
1991 wirkte er an der vierteiligen Gemeinschaftsproduktion La domenica specialmente mit und steuerte La neve sul fuoco, inspiriert von den Erzählungen von Tonino Guerra, bei. 1995 konzentrierte sich Giordana mit dem Film Pasolini, un delitto italiano über den tödlichen Anschlag auf Pier Paolo Pasolini auf die jüngere italienische Geschichte. 1996 arbeitete er am Projekt Oltre infanzia (Jenseits von Kindheit) des italienischen Fernsehsenders Rai und der UNICEF mit dem Film Scarpette bianche mit.
Im Jahr 2000 war Giordana auf dem Festival von Venedig mit 100 Schritte, einem Film über das Leben Giuseppe Impastatos und seinen Kampf gegen die sizilianische Mafia, vertreten. Er gewann den Preis für das beste Drehbuch. 2003 realisierte er für das Fernsehen Die besten Jahre, der die italienische Geschichte von den 1960er Jahren bis heute behandelt. Das umfangreiche Werk mit einer Gesamtlänge von sechs Stunden wurde zwar von Rai produziert, der Sender entschied sich aber aufgrund der Länge gegen eine Ausstrahlung im Fernsehen. Er gewann allerdings in der Sektion Un Certain Regard auf dem Festival von Cannes einen Preis und kam als Zweiteiler in einige Kinos in Italien. Die Reaktionen des Kinopublikums waren so gut, dass er später als Vierteiler im Fernsehen gesendet wurde.
2005 nahm Giordana mit Quando sei nato non puoi più nasconderti, einem Film über die Situation illegaler Immigranten in Süditalien, am Wettbewerb von Cannes teil.
2008 erschien Sanguepazzo (dt. „verrücktes Blut“). Der Film mit Monica Bellucci, Luca Zingaretti und Alessio Boni spielt in der Zeit der totalitären Republik von Salò und basiert auf einer wahren Geschichte.

## Filmografie

### Gemeinschaftsproduktionen
- 1991: La domenica specialmente (Episodenfilm)
- 2001: Un altro paese è possibile (Dokumentarfilm)

### Spielfilme
- 1980: Maledetti, vi amerò
- 1981: La caduta degli angeli ribelli
- 1984: Notti e nebbie
- 1988: Appuntamento a Liverpool
- 1995: Pasolini, un delitto italiano
- 2000: 100 Schritte (I cento passi)
- 2003: Die besten Jahre (La meglio gioventù)
- 2005: Quando sei nato non puoi più nasconderti
- 2008: Sanguepazzo
- 2012: Romanzo di una strage
- 2018: Nome di Donna
- 2021: Yara

### Weitere Filme
- 1996: Scarpette bianche (Fernsehfilm)
- 1994: L’unico paese al mondo (Kurzfilm)

### Drehbücher
- 1978: Forza Italia!
- 1980: Ein Turbo räumt den Highway auf (Car Crash)
- 1980: Maledetti vi amerò
- 1981: La caduta degli angeli ribelli
- 1984: Notti e nebbie (Fernsehfilm)
- 1988: Appuntamento a Liverpool
- 1995: Pasolini un delitto italiano
- 1996: Scarpette bianche (Fernsehfilm)
- 2000: 100 Schritte (I cento passi)
- 2005: Quando sei nato non poi più nasconderti

## Auszeichnungen (Auszug)
- 1980: Goldener Leopard für Maledetti vi amerò